# Hallie Schiffman
Hallie Schiffman (Sarasota, 23 de agosto de 2000), é uma velejadora norte-americana que é campeã dos Jogos Pan-Americanos.

## Trajetória esportiva
Em 2019, a atleta foi campeã nos Jogos Pan-Americanos, na classe Snipe. Seu parceiro foi o compatriota Ernesto Rodriguez. A equipe terminou a campanha com um 3º lugar na regata da medalha, concluindo com 26 pontos perdidos contra 34 dos uruguaios Ricardo Fabini e Florencia Parnizari. Os norte-americanos venceram 3 das 11 regatas.